# Arctosa mulani
Arctosa mulani este o specie de păianjeni din genul Arctosa, familia Lycosidae. A fost descrisă pentru prima dată de Dyal, 1935. Conform Catalogue of Life specia Arctosa mulani nu are subspecii cunoscute.